# Where My Christmas Lives
Where My Christmas Lives — лімітоване видання мініальбому американського пост-грандж гурта 3 Doors Down, реліз якого відбувся 8 грудня 2009 на Universal Records.
Альбом доступний тільки через завантаження з сервісу iTunes. Платівка включає один новий трек гурту Where My Christmas Lives та 6 треків з однойменного альбому 3 Doors Down у акустичному виконанні.

## Список пісень
1. Where My Christmas Lives — 3:55
2. It's Not My Time (акустична версія) — 3:58
3. It's the Only One You've Got (акустична версія) — 4:17
4. Your Arms Feel Like Home (акустична версія) — 3:48
5. Let Me Be Myself (акустична версія) — 3:53
6. Pages (акустична версія) — 3:49
7. Runaway (акустична версія) — 3:25
8. Where My Christmas Lives (акустична версія) — 3:51